# بلاي ستيشن ستوديوز
بلاي ستيشن ستوديوز أو استوديوهات بلاي ستيشن (بالإنجليزية: PlayStation Studios)‏ (وكانت تعرف سابقًا بـ «إس سي إي ورلد وايد ستوديوز» (بالإنجليزية: SCE Worldwide Studios)‏ و «إس آي إي ورلد وايد ستوديوز» (بالإنجليزية: SIE Worldwide Studios)‏) هو قسم بداخل شركة سوني إنتراكتيف إنترتينمنت (SIE) والذي يقوم بالاشرف على العملية التطويرية للألعاب داخل الاستوديوهات التابعة للشركة. تأسس ذلك القسم في سبتمبر 2005 تحت مسمى «إس سي إي ورلد وايد ستوديوز» ومن ثم أعيدت تسميته لـ «بلاي ستيشن ستوديوز» في عام 2020.

## التاريخ
أعلنت شركة «سوني كمبيوتر إنترتينمنت» في سبتمبر (أيلول) 2005، عن أعادة تشكيل لجميع أستوديوهات الألعاب التي تملكها شركة «سوني» تحت اسم «إس سي إي ورلد وايد ستوديوز» (بالإنجليزية: SCE Worldwide Studios)‏، وقامت بتعيين «فيل هاريسون» حينها كـ رئيسًا لذلك القسم، وخلفه شوهي يوشيدا في مايو (أيار) 2008. وبعد قيام شركة «سوني» في عام 2016 بأعادة هيكلة لقسم «سوني كمبيوتر إنترتينمنت» (SCE) ودمجه مع «سوني نيتورك إنترتينمنت انترناشيونال» (SNEI)، لتشكيل شركة «سوني إنتراكتيف إنترتينمنت» (SIE)؛ انتقل يوشيدا لقيادة قسم مختص بتطوير الألعاب المستقلة في نوفمبر (تشرين الثاني) 2019، بينما قام «هيرمان هولست» الذي كان يعمل حينها في استوديو «غيريلا غيمز» التابع للشركة، بخلفته.
أعلنت شركة «سوني» في مايو (أيار) 2020 عن تغيير اسم شركة «سوني إنتراكتيف إنترتينمنت» (SIE) إلى «بلاي ستيشن ستوديوز»؛ ليتم حينئذ تقديم الشعار الجديد بشكل رسمي بجانب جهازها «بلاي ستيشن 5»، الذي جرى تقديمه في نفس العام. وكان الغرض الحقيقة من تغير الاسم هو تمييز منتجات الشركة عن الشركات الأخرى، فضلًا عن استخدامه كـ «ماركة تجارية» للمنتجات التي يتم تطويرها مِن قِبل الأستوديوهات التابعة لها أو المنتجات التي يتم تقديمها بواسطة مطورين آخرين في حال تعاقدت معهم الشركة.

### أقسام أخرى

#### فريق (XDev)
تأسس فريق "XDev" في عام 2000 وكان يقع مقره في مدينة ليفربول، وكان الغرض منه هو التعاون مع أستوديوهات التطوير المستقلة لنشر محتواهم على منصة بلاي ستيشن. ساعد فريق "XDev" في تطوير عدّة سلاسل وعناوين مثل: "ليتل بيغ بلانت"، "!Buzz"، "موتر ستورم"، بالإضافة لسلسلة "إنفيزيمالس"، "سوبر ستاردوست"، "هيفنلي سورد"، "هيفي رين"، "بيوند: تو سولز"، "تيرأواي"، "Resogun". كما تعاون مع عدّة أستوديوهات مثل: "كوانتيك دريم، "ماغينتا سوفتوير"، "كلايماكس ستوديوز"،"نوفاراما"،"سوبرماسيف غيمز"،"سومو ديجتال". وعلى غرار قيام "XDev" بتوفير الدعم المادي للمشاريع، فقد اتاح أيضًا دعم المشروع بشكل كامل من حيث الإنتاج، والإدارة، والتصميم. ويجري أيضًا دعم الألعاب من خلال الإدارة المجتمعية، والإنتاج عبر الإنترنت، ومرافق مخصصة لإدارة التعاقدات الخارجية. كما يقوم "XDev" بالعمل مع فرق التسويق والعلاقات العامة الخاصة بشركة "سوني" للترويج للألعاب ونشرها حول العالم.

## الأستوديوهات التابعة
| الشركة              | المقر                    | التأسيس | الاستحواذ |
| ------------------- | ------------------------ | ------- | --------- |
| بنجي                | واشنطن العاصمة           | 1991    | 2022      |
| هيفن ستوديوز        | مونتريال، كيبك           | 2021    | 2022      |
| نيكسس سوفتوير       | أوترخت                   | 1999    | 2021      |
| بلوبوينت غيمز       | أوستن، تكساس             | 2006    | 2021      |
| فايرسبرايت          | ليفربول                  | 2012    | 2021      |
| فالكيري إنترتينمنت  | سياتل، واشنطن            | 2002    | 2021      |
| هاوسماركو           | هلسنكي                   | 1995    | 2021      |
| إنسومنياك غيمز      | بربانك، كاليفورنيا       | 1994    | 2019      |
| سكر بنش برودكشنز    | بالفيو، واشنطن           | 1997    | 2011      |
| ميديا موليكول       | غلدفورد                  | 2006    | 2010      |
| غيريلا غيمز         | أمستردام                 | 2000    | 2005      |
| نوتي دوغ            | سانتا مونيكا، كاليفورنيا | 1984    | 2001      |
| بند ستوديو          | بيند، أوريغون            | 1993    | 2000      |
| لندن ستوديو         | لندن                     | 2002    | —         |
| ماليزيا ستوديو      | كوالالمبور               | 2020    | —         |
| بكسل أوبس           | سان ماتيو، كاليفورنيا    | 2014    | —         |
| بوليفني ديجيتال     | طوكيو                    | 1998    | —         |
| سان دييغو ستوديو    | سان دييغو                | 2001    | —         |
| سان ماتيو ستوديو    | سان ماتيو، كاليفورنيا    | 1998    | —         |
| سانتا مونيكا ستوديو | لوس أنجلوس               | 1999    | —         |
| تيم أسوبي           | طوكيو                    | 2021    | —         |
| XDev                | ليفربول                  | 2000    | —         |

1. ↑  تأسس "تيم أسوبي" في عام 2012؛ ليعمل كفريق داخلي لاستوديو "Japan Studio"، وانفصل عنه في عام 2021، ليصبح استوديو مستقل.

### الأستوديوهات السابقة
| الشركة                  | المقر           | التأسيس | الاستحواذ | الانحلال | المصير                     |
| ----------------------- | --------------- | ------- | --------- | -------- | -------------------------- |
| بيغ بيغ ستوديوز         | ليمينغتون سبا   | 2001    | 2007      | 2012     | أُغلِقَت                      |
| ايفولوشن ستوديوز        | رانكورن         | 1999    | 2007      | 2016     | أُغلِقَت                      |
| غيريلا كامبريدج         | كامبريدج        | 1997    | —         | 2017     | أغلقت                      |
| إنكوغنيتو إنترتنمنت     | سولت ليك سيتي   | 1999    | 2002      | 2009     | أُغلِقَت                      |
| جابان ستوديو            | طوكيو           | 1993    | —         | 2021     | دُمِجَت مع ستوديو "تيم أسوبي" |
| مانشستر ستوديو          | مانشستر         | 2015    | —         | 2020     | أُغلِقَت                      |
| سوني أونلاين إنترتينمنت | سان دييغو       | 1997    | —         | 2015     | تم بيعها لمستثمر خارجي     |
| ستوديو ليفربول          | ليفربول         | 1984    | 1993      | 2012     | أُغلِقَت                      |
| Zipper Interactive      | ريدموند، واشنطن | 1995    | 2006      | 2012     | أُغلِقَت                      |

## وصلات خارجية
- الموقع الرسمي
 (بالإنجليزية)